# La vendetta della verità
La vendetta della verità è una pièce teatrale scritta da Karen Blixen nel 1926.

## Edizioni italiane
Karen Blixen, La vendetta della verità, traduzione dal danese di Francesco Gallavresi, postfazione di Luca Scarlini, Iperborea, 2012. ISBN 9788870912159.